# (26879) Haines
(26879) Haines (1994 NL2) – planetoida z grupy przecinających orbitę Marsa okrążająca Słońce w ciągu 3,52 lat w średniej odległości 2,31 j.a. Odkryta 9 lipca 1994 roku.